# NGC 2518
NGC 2518 је елиптична галаксија у сазвежђу Рис која се налази на NGC листи објеката дубоког неба.
Деклинација објекта је + 51° 7' 56" а ректасцензија 8h 7m 20,2s. Привидна величина (магнитуда) објекта NGC 2518 износи 13,6 а фотографска магнитуда 14,6. NGC 2518 је још познат и под ознакама UGC 4221, MCG 9-14-6, CGCG 263-9, NPM1G +51.0099, PGC 22800.